# Андерсен, Йорн
Йорн Андерсен (норв. Jørn Andersen; род. 3 февраля 1963[…], Фредрикстад, Эстфолл) — норвежский футболист и футбольный тренер.

## Карьера игрока

### Клубная карьера
Андерсен родился в городе Фредрикстад, его карьера началась в местной команде «Остсиден», где он играл до 1982 года. Впоследствии он перешёл во «Фредрикстад» и забил 25 голов в 64 матчах норвежской Премьер-лиги. Перед сезоном 1985 года нападающий был продан в «Волеренгу». Андерсен смог забить 23 гола всего за 22 матча в столичной команде.
В 1985 году норвежца подписал «Нюрнберг». В 78 матчах Андерсен забил 28 голов, затем он перешёл в «Айнтрахт Франкфурт». В 1990 году Андерсен стал первым иностранным игроком, ставшим лучшим бомбардиром Бундеслиги с 18 голами в сезоне. В сезоне 1990/91 Андерсен играл за «Фортуна Дюссельдорф», а позже вернулся во Франкфурт-на-Майне. После этого он присоединился к «Гамбургу», где провёл сезон 1994/95, а его последним клубом в Германии стало «Динамо Дрезден».
Из Дрездена Андерсен переехал в Швейцарию и в 1995 году стал игроком «Цюриха», переход не был успешным, как он забил лишь дважды в 33 матчах. Затем он играл за «Лугано» и «Локарно», в составе последнего вообще не забивал.

### Международная карьера
Он дебютировал в сборной Норвегии в 1985 году и сыграл 27 матчей, забив пять голов. Его последний международный матч прошёл в рамках отбора на чемпионат Европы против Венгрии 17 октября 1990 года, он вышел на замену вместо Яна Ивара Якобсена. Игра завершилась безголевой ничьей.

## Тренерская карьера
После окончания карьеры Андерсен стал тренером молодёжного состава «Люцерна», затем вернулся в Германию, где тренировал «Рот-Вайсс Оберхаузен» из Второй Бундеслиги с 2003 по 2004 год. После этого он был помощником Хорста Кёппеля в «Боруссия Мёнхенгладбах».
В сентябре 2006 года в интервью норвежской газете «Verdens Gang» Андерсен утверждал, что несколько раз беседовал с Йоахимом Лёвом относительно должности помощника тренера сборной Германии. Лёв подтвердил, что переговоры имели место. Андерсен говорил, что он не получил должность в связи с его национальностью.
В мае 2007 года он подписал контракт с греческой командой из высшей лиги, «Ксанти». Он провёл с клубом лишь один год, так как в июне 2007 года контракт был расторгнут по личным причинам.
В конце 2007 года он подписал контракт с клубом Второй Бундеслиги, «Киккерс Оффенбах», но не смог спасти команду от вылета.
20 мая 2008 года он подписал двухлетний контракт с другим клубом Второй Бундеслиги, «Майнц». При нём команда добилась повышения в Бундеслигу. Несмотря на успех команды, Андерсен был уволен 3 августа 2009 года.
В середине декабря 2010 года он был назначен тренером команды чемпионата Греции, «Лариса». После всего 24 дней на посту, за которые команда проиграла три матча лиги и вылетела из кубка Греции, не забив ни одного гола, он был уволен.
Шесть месяцев спустя Андерсен вернулся в Германию и стал тренером клуба второго дивизиона, «Карлсруэ».
Во второй половине сезона 2014/15 Андерсен стал новым тренером австрийского клуба третьего дивизиона «Аустрия Зальцбург». Он вывел команду во второй дивизион. В декабре 2015 года контракт был разорван по причине финансовых проблем клуба.
В мае 2016 года Андерсен возглавил сборную Северной Кореи. 27 марта 2018 уволился из поста Главного тренера сборной Северной Кореи по финансовым причинам.
В марте 2018 года в прессе появилась информация, что Андерсен возглавит сборную Гонконга. В июне 2018 года он был назначен новым тренером южнокорейской команды «Инчхон Юнайтед». Он был уволен 15 апреля 2019 года, «Инчхон» оказался в нижней части турнирной таблицы после того, как набрал всего четыре очка в семи матчах.
13 декабря 2021 года Андерсен был назначен главным тренером Гонконга, сменив Миксу Паателайнена. В июне 2022 года он успешно вывел сборную Гонконга в финальную часть Кубка Азии 2023 года, что произошло впервые за 54 года. Он также руководил сборной Гонконга до 23 лет на Азиатских играх 2022 года, где команда победила четырехкратного чемпиона, Ирана, и впервые в истории вышла в полуфинал турнира. Однако в полуфинале и матче за третье место последовали два разгромных поражения по 4:0 от Японии и Узбекистана соответственно. 1 января 2024 года Андерсен с Гонконгом одержал историческую победу, обыграв Китай со счётом 2:1 в товарищеском матче. Последний раз Гонконг побеждал Китай 39 лет назад.
12 июня 2024 года он был утверждён на должность главного тренера команды Первой лиги Китая «Юньнань Юкунь», подписал с клубом 18-месячный контракт.

## Статистика

### Матчи Андерсена за сборную Норвегии
| Матчи Андерсена за сборную Норвегии | Матчи Андерсена за сборную Норвегии | Матчи Андерсена за сборную Норвегии | Матчи Андерсена за сборную Норвегии | Матчи Андерсена за сборную Норвегии | Матчи Андерсена за сборную Норвегии |
| ----------------------------------- | ----------------------------------- | ----------------------------------- | ----------------------------------- | ----------------------------------- | ----------------------------------- |
| №                                   | Дата                                | Соперник                            | Счёт                                | Голы Андерсена                      | Соревнование                        |
| 1                                   | 17 апреля 1985                      | ГДР                                 | 0:1                                 | —                                   | Товарищеский матч                   |
| 2                                   | 14 августа 1985                     | ГДР                                 | 0:1                                 | —                                   | Товарищеский матч                   |
| 3                                   | 10 сентября 1985                    | Египет                              | 3:0                                 | 1                                   | Товарищеский матч                   |
| 4                                   | 25 сентября 1985                    | Италия                              | 2:1                                 | —                                   | Товарищеский матч                   |
| 5                                   | 16 октября 1985                     | Дания                               | 1:5                                 | —                                   | Чемпионат мира 1986 (отбор)         |
| 6                                   | 30 октября 1985                     | СССР                                | 0:1                                 | —                                   | Чемпионат мира 1986 (отбор)         |
| 7                                   | 13 ноября 1985                      | Швейцария                           | 1:1                                 | —                                   | Чемпионат мира 1986 (отбор)         |
| 8                                   | 30 апреля 1986                      | Аргентина                           | 1:0                                 | —                                   | Товарищеский матч                   |
| 9                                   | 13 мая 1986                         | Дания                               | 1:0                                 | —                                   | Товарищеский матч                   |
| 10                                  | 9 сентября 1986                     | Венгрия                             | 0:0                                 | —                                   | Товарищеский матч                   |
| 11                                  | 24 марта 1987                       | Польша                              | 1:4                                 | —                                   | Товарищеский матч                   |
| 12                                  | 3 июня 1987                         | СССР                                | 0:1                                 | —                                   | Чемпионат Европы 1988 (отбор)       |
| 13                                  | 16 июня 1987                        | Франция                             | 2:0                                 | 1                                   | Чемпионат Европы 1988 (отбор)       |
| 14                                  | 12 августа 1987                     | Швеция                              | 0:0                                 | —                                   | Товарищеский матч                   |
| 15                                  | 9 сентября 1987                     | Исландия                            | 1:2                                 | 1                                   | Чемпионат Европы 1988 (отбор)       |
| 16                                  | 23 сентября 1987                    | Исландия                            | 0:1                                 | —                                   | Чемпионат Европы 1988 (отбор)       |
| 17                                  | 1 июня 1988                         | Ирландия                            | 0:0                                 | —                                   | Товарищеский матч                   |
| 18                                  | 9 августа 1988                      | Болгария                            | 1:1                                 | —                                   | Товарищеский матч                   |
| 19                                  | 5 сентября 1989                     | Франция                             | 1:1                                 | —                                   | Чемпионат мира 1990 (отбор)         |
| 20                                  | 11 октября 1989                     | Югославия                           | 0:1                                 | —                                   | Чемпионат мира 1990 (отбор)         |
| 21                                  | 4 февраля 1990                      | Республика Корея                    | 3:2                                 | —                                   | Товарищеский матч                   |
| 22                                  | 7 февраля 1990                      | Мальта                              | 1:1                                 | —                                   | Товарищеский матч                   |
| 23                                  | 27 марта 1990                       | Северная Ирландия                   | 3:2                                 | 1                                   | Товарищеский матч                   |
| 24                                  | 6 июня 1990                         | Дания                               | 1:2                                 | 1                                   | Товарищеский матч                   |
| 25                                  | 22 августа 1990                     | Швеция                              | 1:2                                 | —                                   | Товарищеский матч                   |
| 26                                  | 12 сентября 1990                    | СССР                                | 0:2                                 | —                                   | Чемпионат Европы 1992 (отбор)       |
| 27                                  | 10 октября 1990                     | Венгрия                             | 0:0                                 | —                                   | Чемпионат Европы 1992 (отбор)       |

Итого: 27 матчей / 5 голов; 7 побед, 8 ничьих, 12 поражений.

## Личная жизнь
Сын гандболистки Бьёрг Андерсен, которая представляла сборную Норвегии на трёх чемпионатах мира.
В 1993 году Андерсен стал гражданином Германии. Его сын Никлас также футболист.